# 밀리오레

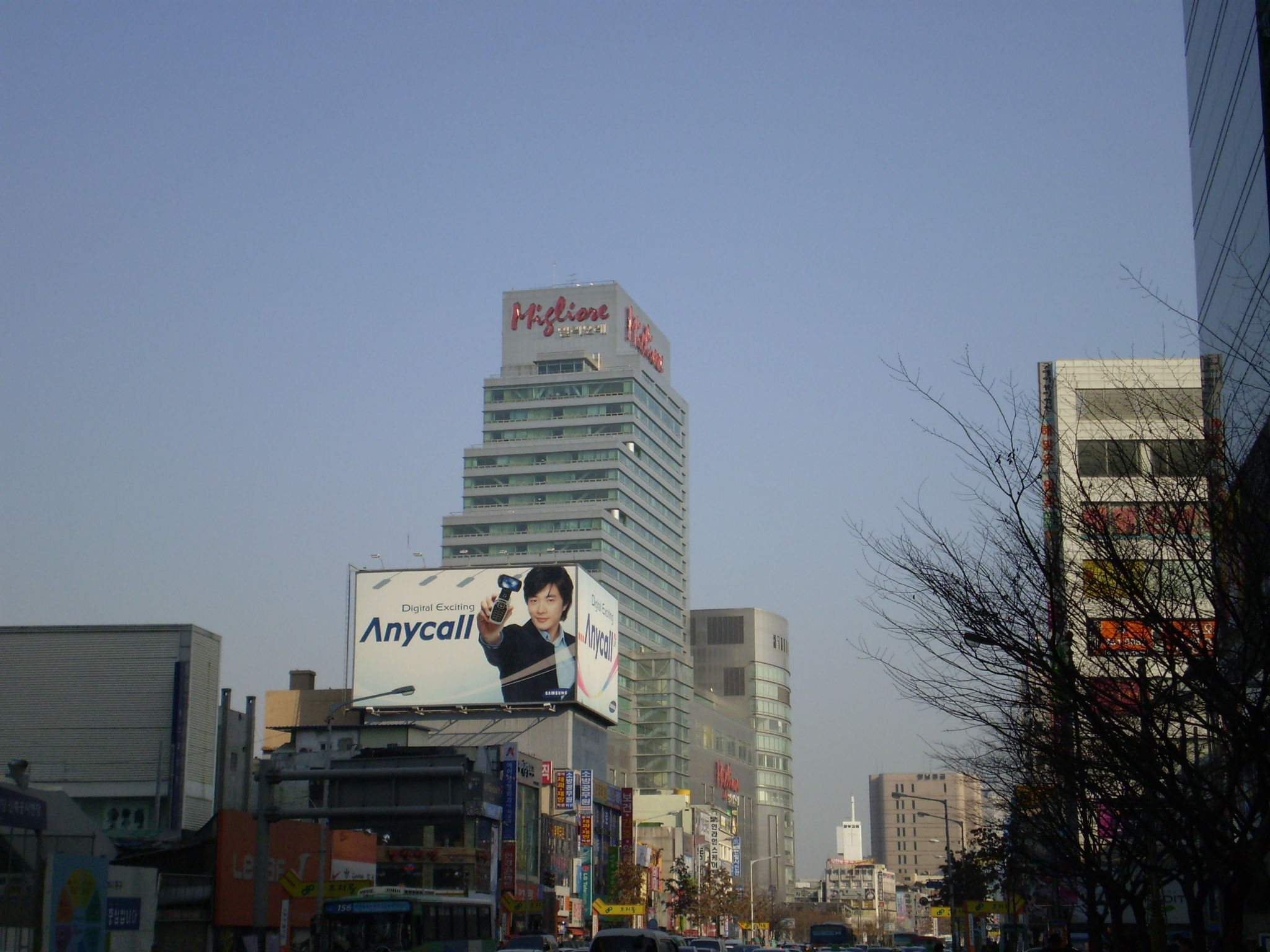
대구 밀리오레

밀리오레는 옷과 패션 보조 제품을 전문적으로 판매하는 대한민국 백화점 체인점의 이름이다. 밀리오레의 뜻은 이탈리아어로 "가장 좋은(the best)"이다. 1967년에 설립한 밀리오레의 원래 이름은 "유니온물산(주)"였으며, 1998년 2월에 이름을 밀리오레로 바꾸면서 서울 동대문 쇼핑 지역에 처음 가게 문을 열었으며, 그 뒤 2000년에 프리미어 쇼핑 지역 명동에 설립하였다. 한국의 대도시, 이를테면 부산, 대구, 광주, 수원뿐 아니라, 타이완의 타이베이시에도 체인점이 있다. "머리 끝에서 발 끝까지 밀리오레"라는 광고 문구를 사용하였는데 1998년 10월 탤런트 배두나와 6개월간 모델료 350만원에 계약했지만 다음 해 6월 계약 기간이 끝났음에도 8월 13일부터 방송광고를 계속했으며  이에 배두나는 1999년 9월 16일 해당 체인점을 상대로 1억 4000만원의 손해배상 청구소송을 서울지법에 냈다.